# Arne Tiselius

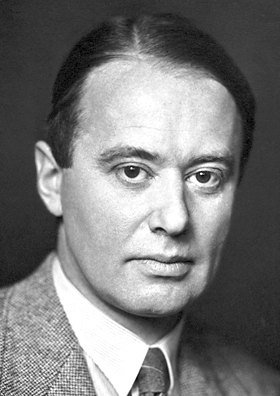
Arne Tiselius, 1948

Arne Wilhelm Kaurin Tiselius (* 10. August 1902 in Stockholm; † 29. Oktober 1971 in Uppsala) war ein schwedischer Chemiker und Nobelpreisträger.

## Leben
Tiselius ging in Göteborg zur Schule, wo er 1921 am Realgymnasium Abitur machte. Im Anschluss begann er an der Universität Uppsala Chemie zu studieren und wurde 1925 zum Forschungsassistenten im Laboratorium von Theodor Svedberg ernannt. 1930 wurde Tiselius mit dem Thema „The Moving Boundary Method for Studying the Electrophoresis of Proteins“ promoviert und zum Dozenten der Chemie (Assistenz-Professor) ernannt.
In den Jahren 1931–1935 veröffentlichte Tiselius eine Reihe von Arbeiten über die Diffusion und Adsorption in natürlich vorkommenden, Base austauschenden Zeolithen. Diese Forschungen führte er auch in Princeton weiter, wo er sich als Stipendiat der Rockefeller-Stiftung für ein Jahr am Labor von Hugh Stott Taylor aufhielt. Durch den Austausch mit US-amerikanischen Biochemikern angeregt, veröffentlichte er nach seiner Rückkehr nach Uppsala eine Arbeit über Elektrophorese (veröffentlicht in Transactions of the Faraday Society, 33 (1937) 524).
1938 wurde eigens für Tiselius eine Professorenstelle eingerichtet, die durch eine Spende an die Universität erst möglich gemacht wurde. Tiselius arbeitete fortan an der Fakultät für Physikalische Chemie bei Theodor Svedberg. 1946 wurde Biochemie als eigenständige Fakultät eingerichtet, welche zwischen 1950 und 1952 in ein neues Gebäude umzog. Unter der späteren Leitung Tiselius’ trug die Fakultät zur Entwicklung und Verbesserung von einer Reihe von biochemischen Methoden bei, wie die der Elektrophorese, (Verteilungs)-Chromatographie und Gel-Permeations-Chromatographie. 1948 erhielt Tiselius den Nobelpreis für Chemie „für seine Forschungen zur Elektrophorese und Adsorption in der Analytik, insbesondere für seine Entdeckungen über die komplexe Natur von Blutserum-Proteinen“.

## Wirken
Tiselius nahm nach dem Zweiten Weltkrieg aktiv an der Reorganisation der Wissenschaftsforschung in Schweden teil. Er war Vorsitzender des Schwedischen Forschungsrates (1946–1950) sowie Vorsitzender des Forschungsrates der Schwedischen Krebsgesellschaft (1951–1955). Ebenfalls von 1951 bis 1955 war er Präsident der International Union of Pure and Applied Chemistry und bereits ab 1947 Vizepräsident der Nobelstiftung, deren Präsident er 1960 wurde. Ab 1946 war er Mitglied des Nobelkomitees. 1961 hielt er die Paul-Karrer-Vorlesung.
1949 wurde Tiselius in die National Academy of Sciences, 1953 in die American Academy of Arts and Sciences gewählt. 1955 wurde er korrespondierendes Mitglied der Académie des sciences. 1979 wurde ein Mondkrater nach ihm benannt.